# Pithovirus
Pithovirus — рід вірусів, єдиний вид: Pithovirus sibericum. Описаний у 2014 році; є найбільшим з відомих вірусів. Отриманий зі зразка багаторічної мерзлоти з Сибіру. Його вік оцінюється в 30000 років, причому після розморожування вірус виявився життєздатним.

## Опис
Pithovirus — розміром близько 1,5 мкм завдовжки і 0,5 мкм в діаметрі, що у півтора рази більше відкритого в 2013 році вірусу Pandoravirus (1,0 мкм на 0,5 мкм), що вважався найбільшим з відкритих вірусів. Pithovirus складається з товстої овальної стінки з одним відкритим кінцем, що за формою нагадує бджолиний стільник.
Геном вірусу містить близько 500 генів, що більше, ніж у середньому вірусному геномі, проте на порядок менше, ніж в іншому великому вірусі Pandoravirus. Зважаючи на великий розмір капсида, ймовірна відносна низька щільність упаковки вірусної ДНК. Дві третини білків вірусу не схожі на інші вірусні білки. Аналіз послідовності ДНК показав найбільшу близькість Pithovirus з родинами Marseillviridae, Megaviridae і Iridoviridae. Ці родини включають великі ікосаедрові віруси з ДНКовими геномами.
Вірус описали французькі еволюційні біологи Жан-Мішель Клаврі і Шанталь Абергель зі Середземноморського університету (у складі Університету Екс-Марсель). Вони припустили, що Pithovirus може бути ремнантом великої групи вірусів, що паразитували на організмах, які існували на ранніх етапах розвитку Землі. Еволюційний біолог Еське Віллерслев вважає, що відкриття цього вірусу може мати величезні наслідки для еволюційної теорії та охорони здоров'я.

### Реплікація
Геном Pithovirus містить гени, необхідні для синтезу мРНК. Отже, Pithovirus сам забезпечує власний реплікаційний цикл в цитоплазмі клітини-господаря, в той час як віруси, як правило, використовують для реплікації білки клітини-господаря.

## Відкриття
Зразок вічної мерзлоти був отриманий у 2000 році російськими вченими з осадової породи пізнього плейстоцену, що знаходиться на глибині 30 м.
Вірусні частинки були виявлені після того, як зразок було експоновано з амебами і амеби почали гинути. Було виявлено, що загиблі амеби містять частки гігантського вірусу. Назву відкритому вірусу було дано за грецьким словом піфос (дав.-гр. πίθος), що означає великий давньогрецький глечик для зберігання продуктів харчування. Новий вид було описано в березні 2014 року в американському журналі Proceedings of the National Academy of Sciences.
Дослідників надихнув експеримент російських вчених з вирощування рослин із насіння смілки вузьколистої (Silene stenophylla), що пролежали у вічній мерзлоті близько 32 тисяч років.